# 黑尔登贝格
黑尔登贝格是奥地利下奥地利州霍拉布伦县的一个市镇。总面积27.37平方公里，总人口1115人，人口密度40.7人/平方公里（2005年）。